# Holarchaeidae
Holarchaeidae é uma família de aranhas araneomorfas, parte da superfamília Archaeoidea. As espécies integradas nesta família são muito pequenas, com um comprimento corporal inferior a 1,5 mm, com coloração que vai do negro brilhante ao bege. Não têm glândulas produtoras de veneno.

## Descrição
Em conjunto com as famílias Uloboridae e Liphistiidae, estas são as únicas aranhas conhecidas que não têm glândulas venenosas.
A distribuição natural desta família está limitada aos bosques da Tasmânia e Nova Zelândia, onde ocorrem em microhabitats com elevada humidade.

## Sistemática
A família Holarchaeidae inclui um único género, com duas espécies: 
- Holarchaea Forster, 1955
  - Holarchaea globosa Hickman, 1981 (Tasmânia)
  - Holarchaea novaeseelandiae Forster, 1949 (Nova Zelândia)